# 阿拉波蒂
阿拉波蒂是巴西巴拉那州的一个市镇。总面积1360.498平方公里，总人口26730人，人口密度19.6人/平方公里。